# Muhammed Ildiz
Muhammed Ildiz (Vienna, 14 maggio 1991) è un ex calciatore austriaco, di ruolo centrocampista.

## Carriera

### Club
Ha giocato nella prima divisione austriaca ed in quella turca.

### Nazionale
Ha giocato nelle nazionali austriache Under-17, Under-18 ed Under-19.